# 국제 배구 연맹
국제 배구 연맹(프랑스어: International Volleyball Federation),FIVB은 배구 종목을 총괄하는 국제 기구이다. 본부는 스위스 로잔에 위치하고 있다. 2020년 현재 회원국 수는 222개국이다.

## 역사
국제 배구 연맹은 1947년 프랑스 파리에서 창설되었다. 연맹의 설립은 1940년대 말, 유럽 일부 국가의 배구 연맹들이 배구를 총괄하는 국제 단체의 창설을 제안한 것이 시초가 되었다. 이 논의의 결과물로 1947년 제정 위원회(Constitutive Congress)가 발족되었다. 당시 5개 대륙에서 총 14개 국가의 배구 연맹이 참여한 이 위원회는 4월 18일에서 20일까지 회의를 갖고 기구를 조직하였으며 초대 회장으로 프랑스 출신의 폴 리보드(Paul Libaud)를 임명하였다. 이러한 활동의 결실로 1949년에 최초의 세계 배구 대회인 세계 배구 선수권 대회가 개최되었으며, 1952년에는 여자 세계 대회도 시작되었다.
1964년 국제 올림픽 위원회는 배구를 올림픽 정식 종목으로 채택하기로 결정하였다. 당시 국제 배구 연맹의 회원국 수는 89개국으로 성장해있었다. 1969년에는 새로운 세계 대회인 배구 월드 컵이 시작되었으며, 이 대회는 올림픽 배구의 참가국을 결정하는 예선 대회 역할을 하게 되었다.
초대 회장인 리보드의 퇴임 후 차기 회장으로 1984년 멕시코의 루벤 아코스타 에르난데스(Rubén Acosta Hernandez)가 선거에 의해 선출되었다. 같은 해에 연맹은 본부를 프랑스 파리에서 스위스 로잔으로 이전하였으며 전 세계를 무대로 한 배구 보급 사업을 대폭 강화하였다. 이러한 사업의 일환으로 매년 월드리그 배구대회(1990) 및 월드그랑프리 배구대회(1993)가 개최되기 시작했으며, 1996년 하계 올림픽에서는 비치 발리볼이 시범종목으로 채택되었다. 또한 경기를 관람하는 관중의 편의를 배려하기 위해 일부 규칙의 개정도 단행하였다.

## 조직

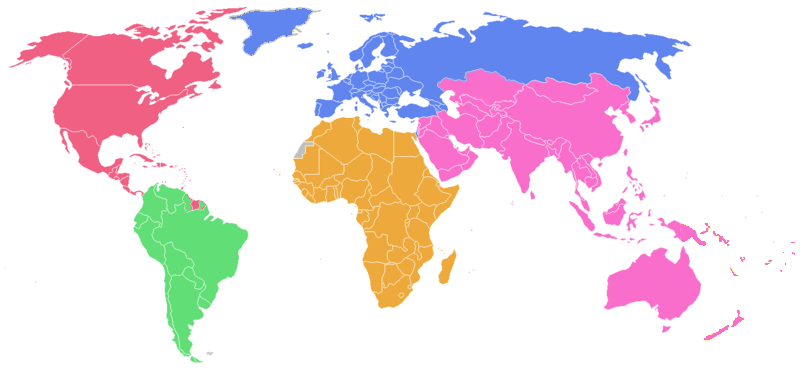
각 대륙별 연합의 지역 분포.

국제 배구 연맹은 매우 포괄적이고 폭넓은 조직 구조를 갖고 있다. 여기에는 운영 회의 및 경영 위원회가 포함되며, 이에 더해 배구 관련 의약품, 심판, 대회, 재정 등의 개별 사안들을 논의하는 다수의 위원회 및 협의회도 존재한다.
국제 배구 연맹은 다음의 5개 대륙별 배구 연합을 산하에 두고 있다..
- 아시아 배구 연맹(AVC): 아시아 및 오세아니아 지역
- 남아메리카 배구 연합(CSV): 남아메리카 지역
- 아프리카 배구 연합(CAVB): 아프리카 지역
- 유럽 배구 연합(CEV): 유럽 지역
- 북·중앙 아메리카 및 카리브해 배구 연합(NORCECA): 북·중앙 아메리카 지역

각 대륙의 연합들은 해당 지역 국가들의 배구 연합을 산하에 두고 관리한다.

## 같이 보기
- 올림픽
- FIVB 세계 남자 배구 선수권 대회
- FIVB 세계 여자 배구 선수권 대회
- FIVB 세계 비치발리볼 선수권 대회
- 월드컵
- 월드그랜드챔피언스컵
- FIVB 세계 클럽 배구 선수권 대회
- FIVB U-23 세계 남자 배구 선수권 대회

## 연도 별 대회 우승 국가(남자 배구)
| 연도 | 올림픽 | 세계선수권 | 월드컵 | 그랜드챔피언스컵 | 월드리그, 네이션스리그 | 유럽선수권 | 아시아선수권 |
| ---- | ------ | ---------- | ------ | ---------------- | ---------------------- | ---------- | ------------ |
| 2021 | 프랑스 |            |        |                  | 브라질                 | 이탈리아   | 이란         |

## 연도 별 대회 우승 국가(여자 배구)
| 연도 | 올림픽 | 세계선수권 | 월드컵 | 그랜드챔피언스컵 | 월드그랑프리, 네이션스리그 | 유럽선수권 | 아시아선수권 |
| ---- | ------ | ---------- | ------ | ---------------- | -------------------------- | ---------- | ------------ |
| 2015 |        |            | 중국   |                  | 미국                       | 러시아     | 중국         |
| 2016 | 중국   |            |        |                  | 브라질                     |            |              |
| 2017 |        |            |        | 중국             | 브라질                     | 세르비아   | 일본         |
| 2018 |        | 세르비아   |        |                  | 미국                       |            |              |
| 2019 |        |            | 중국   |                  | 미국                       | 세르비아   | 일본         |
| 2020 |        |            |        |                  |                            |            |              |
| 2021 | 미국   |            |        |                  | 미국                       | 이탈리아   |              |
| 2022 |        |            |        |                  | 이탈리아                   |            |              |

## 세계 랭킹
- 2024년 5월 기준

### 남자
| 순위 | 이름       | 점수   |
| ---- | ---------- | ------ |
| 1    | 폴란드     | 421.14 |
| 2    | 미국       | 390.91 |
| 3    | 이탈리아   | 342.43 |
| 4    | 일본       | 340.30 |
| 5    | 브라질     | 338.17 |
| 6    | 아르헨티나 | 314.35 |
| 7    | 슬로베니아 | 307.12 |
| 8    | 프랑스     | 306.80 |
| 9    | 세르비아   | 253.22 |
| 10   | 독일       | 249.10 |
| 28   | 대한민국   | 137.46 |

### 여자
| 순위 | 이름            | 점수   |
| ---- | --------------- | ------ |
| 1    | 튀르키예        | 390.00 |
| 2    | 브라질          | 356.01 |
| 3    | 미국            | 350.28 |
| 4    | 세르비아        | 341.01 |
| 5    | 중국            | 339.71 |
| 6    | 폴란드          | 338.52 |
| 7    | 이탈리아        | 330.94 |
| 8    | 일본            | 317.73 |
| 9    | 도미니카 공화국 | 305.61 |
| 10   | 네덜란드        | 289.31 |
| 41   | 대한민국        | 92.18  |